# پوهنانی
پوهنانی (به چکی: Pohnání) یک منطقهٔ مسکونی در جمهوری چک است که در منطقه تابور واقع شده‌است. پوهنانی ۳٫۵۷ کیلومتر مربع مساحت و ۷۹ نفر جمعیت دارد و ۶۲۷ متر بالاتر از سطح دریا واقع شده‌است.